# Euderces venezuelensis
Euderces venezuelensis är en skalbaggsart som beskrevs av Giesbert och Chemsak 1997. Euderces venezuelensis ingår i släktet Euderces och familjen långhorningar.
Artens utbredningsområde är Venezuela. Inga underarter finns listade i Catalogue of Life.